# Scottsburg (Wirginia)
Scottsburg – miasto w Stanach Zjednoczonych, w stanie Wirginia, w hrabstwie Halifax.